# Always Remain
「Always Remain」（オールウェイズ リメイン）は、久保田利伸25枚目のシングル。
2000年11月1日にSME Recordsから発売された。

## 概要
前作「ポリ リズム」から1か月を置いて発売された、アルバム『As One』からのリカットシングル。テレビ朝日系ドラマ『はみだし刑事情熱系』（第5シリーズ）主題歌。カップリングはMAX FACTOR「P&G パンテーンPro-V」CMソング。

## 収録曲
作詞・編曲：久保田利伸（特記以外）
1. Always Remain
  - 作曲：久保田利伸、フィル・ノーラン、ランディ・カンター
2. His Sugar
  - 作曲：WOO PHILIP（WILLIAM）　編曲：柿崎洋一郎
3. Always Remain （Soul Bossa Trio "Simply Bossa" Remix）
4. Always Remain （Instrumental）